# Холеркань
Холерканы (рум. Holercani, Голерка́ны, укр. Голеркань) — село в Дубоссарском районе Республики Молдовы. Относится к сёлам, не образующим коммуну.
Расстояния: 15 км до Дубоссар, 50 км до Кишинева.

## География
Село расположено на высоте 157 метров над уровнем моря на правом берегу Днестра. В советское время до строительства Дубоссарской ГЭС из села Голерканы в село Кочиеры проходил голерканский брод, использовавшийся со времён скифов.
В связи с строительства Дубоссарской ГЭС образовалось Дубоссарское водохранилище, село было полностью затоплено, осталось лишь церковь которая ранее располагалось на холме а теперь оказалось на берегу Днестра, село переехало чуть выше.

## Этимология
Название села происходит от украинского слова «горiлка» и до XIX века село называлось Хорилкань, позже изменилось на «Голерканы» и «Холерканы».

## История
Впервые упоминается в документе от 15 октября 1607 года, господарь Михаил Могила дарит господарское имение Хорилкань великому постелнику Думитраке Кирицэ за верную службу.
Местность представлена на картах XVIII века, Карта Молдавии, служащая военной историей войны между русскими и турками составлена Генеральным штабом под руководством F. G. de Bowr (1769-1771) фиксирует его как главное поселение на Днестре, с местом дислокации русских войск во время русско-турецкой войны 1768-1774 гг. В материалах переписи 1772-1773 годов зарегистрированна село Холеркань с 20 дворами, вотчина принадлежала монастырю «Св. Сава» из Ясс.
Перепись Молдавий 1774 года фиксирует 26 домов, 3 из которых были заброшенны. Всего проживало 23 семьи: 11 бирников (налогоплательщиков) и 12 руфетурь (освобожденные от уплаты налога) из которых 10 волонтеров (молдавские добровольцы в русско-турецкой войне), 1 священник и 1 диякон.
В переписи 1803 года в селе проживало 65 семьи плативший бир от которых в год молдавское казначейство забирало 1128 лей.
В переписи 1817 года указано село Хорилканы в Верхне-Днестровском округе Оргеевского цинута. Разряд А (состояние зажиточное). 3 священника, 1 диакон, 1 дьячек, 1 помомарь, 1 староста; 1 мазыл, низшие сословие: 75 хозяйств, 2 вдовы, 2 бурлака. Всего 85 мужских хозяйств и 2 вдовьих. Вотчина принадлежит монастырю Св. Саввы из Ясс. Вдоль Днестра земли для пропитания вдоволь; имеют сады; имеют прибыль от возделывания табака и ловля рыбы.
По данным ревизий 1835 года в селе Холеркань проживало 117 семьи царан (250 мужчин и 238 женщин), 3 семьи крепостных монастырских цыган (6 мужчин и 5 женщин), 6 семьи привилегированного сословия мазыл и рупташей (13 мужчин и 18 женщин) и 8 семьи священнослужителей (22 мужчин и 15 женщин) из которых 2 священника, 1 диякон, 2 дьячка, 1 пономарь и 2 вдовы.
Со второй половины XIX века село Холеркань заграничное имение Иерусалимского монастыря Св. Гроба Господня.
В 1850 в Холеркань проживало 838 жителей.
В списки населенных мест Российской империй в 1859 году указано: Горелкан, монастырское село при реке Днестр, растоянние от уездного города 26 верст (27,74 км), 174 дворов с населением 872 жителей (429 мужчин и 443 женщин), имеется православная церковь.
| Число домов | Число домов | Жителей | Жителей | Жителей | Жителей | Лошадей | Лошадей | Рогатого скота | Рогатого скота | Овец и коз | Овец и коз |
| 1870        | 1875        | 1870    | 1870    | 1875    | 1875    | 1870    | 1875    | 1870           | 1875           | 1870       | 1875       |
| 1870        | 1875        | муж.    | жен.    | муж.    | жен.    | 1870    | 1875    | 1870           | 1875           | 1870       | 1875       |
| ----------- | ----------- | ------- | ------- | ------- | ------- | ------- | ------- | -------------- | -------------- | ---------- | ---------- |
| 192         | 196         | 481     | 470     | 486     | 482     | 75      | 92      | 280            | 175            | 550        | 477        |

В 1885 году началась подготовка к открытию церковно-приходских школ в имениях заграничных монастырей. На основе статистических данных о имениях и их население были составлены списки 20 селениях в том числе и Холерканы в которых будут построены школы. 31 января в следствие ходатайства Архиепископа Кишиневского и Хотинского, Обер Прокурор Св. Синода разрешил от доходов с имениях заграничных монастырей единовременно ассигновать на устройство в означенных селениях 58000 рублей и отпускать ежегодно на содержание каждой школы по 436 рублей. Здание школы было построенно из камня и застрахованна в Российском страховом от огня обществом на сумму в 3000 рублей. Школа была открыта в январе 1887 года, и тогда же и начались занятия. Учительницей была Анастасия Светенко, выпускница Женского Епархиального Училище. В 1887 церковно-приходскую школу посещали 32 мальчика.
В 1904 году: «Холеркань село в Оргеевском уезде, Криулянской волость, расположенная на берегу Днестра. Имеет 247 домов с населеннием в 1860 душ; церковь Святого Николая; русская начальная школа. В 1872 году из села многие эмигранты уехали селиться на Кавказ.»
В 1911 было 363 дворов и 1290 душ обеих полов.
Во время аграрной реформы 1918-1924 годов крестьянам Холеркань было выделено по 6 га земли и пастбищ на каждого главу семьи. Жители, имевшие в собственности меньше земли, также получили дополнительные сельскохозяйственные угодья до 6 га.
В 1941 году в Холерканах было 463 зданий и 1851 жителей.
С 1940 по 1941 и 1944 по 1949 года село входила в состав Сусленского района Оргеевского уезда. С 1952 по 1953 того же района Кишиневского округа. С 1956 года село было в составе Криулянского района.

## Образование
В 1982 году в селе была построена школа, впоследствии преобразованная в теоретический лицей. Учебный корпус состоит из трёх этажей, 24 учебных кабинетов на 620 мест, площадью 5560 квадратных метров. В настоящее время директор школы Ротарь Тамара руководит коллективом из 22 учителей, обучающих 295 учеников.

## Население
| Год       | 1774 | 1803 | 1818 | 1835 | 1850 | 1859 | 1870 | 1875 | 1897 | 1904 | 1911 | 1923 | 1928 | 1930 | 1941 | 2004 | 2014 | 2024 |
| --------- | ---- | ---- | ---- | ---- | ---- | ---- | ---- | ---- | ---- | ---- | ---- | ---- | ---- | ---- | ---- | ---- | ---- | ---- |
| Население | 92   | 260  | 348  | 567  | 838  | 872  | 951  | 958  | 1304 | 1860 | 1290 | 2952 | 1950 | 1819 | 1851 | 2510 | 2271 | 1505 |

Согласно переписи населения Российской Империй 1897 года в селе проживало 1304 жителей, из которых 664 мужчин и 640 женщин.
По переписи населения 1930 года в селе Холеркан проживало 1819 жителей, из них 1799 румыны, 4 венгра, 1 немец, 1 русский, 14 евреев.
По данным переписи населения 2024 года, в селе Холеркань проживает 1505 человека (731 мужчин, 774 женщин).

### Национальный состав
Национальный состав по переписи 2014 года:
| Национальность | Число жителей      |
| -------------- | ------------------ |
| молдаване      | 2 165              |
| румыны         | 51                 |
| украинцы       | меньше или равно 5 |
| русские        | меньше или равно 5 |
| прочие         | 50                 |
| Всего          | 2271               |

## Религиозная жизнь
В 1796 году была построена деревянная церковь Святых Архистратигов. К 1813 году она дошла в неудовлетворительном состоянии.
Первая каменная церковь в селе Холерканы была построена в 1817 году, о чем свидетельствуют документы:

В 1866 году к зданию Свято Михайловской церкви была пристроена каменная колокольня. В то время селение Холерканы входило в число имений принадлежавших Иерусалимскому монастырю Св. Гроба Господня. Как значится в документе («Список – новоустроенным и перестроенным церквам в селениях, принадлежащих монастырю Св. Гроба Господня в Бессарабии»), составленном Управляющим имениями протосинrеллом (архимандритом) Никодимом:
«В селении Холерканах в 1866 году старая ветхая церковь перестроена, поставлена новая к ней колокольня, окрашена внутри и снаружи, сделаны новые иконостас и иконы, новая утварь и сосуды и издержано всего 2200 руб. серебром.».
 Из послания протосингела Никодима от 22 февраля 1866 года становится известно, кто именно занимался строительными работами:
«В селение Холерканы для перестройки тамошней церкви и устройства новой каменной колокольни едет подрядчик Феодосий Дроплев…».
В 1895 году в селе Холерканы была построена новая каменная церковь, дошедшая до нашего времени, и имеющая более чем столетний возраст.
«Церковь в селе Холерканах построена в 1895 году тщанием общества села и суммы, отпущенной в пособие обществу от доходов с имений заграничных монастырей – Зданием каменная и покрыта железом, в одной связи с колокольнею каменною. – Кругом церковь обведена каменною оградой, а в ограде построена каменная сторожка покрытая железом. Церковь стоит на каменном фундаменте. – Престол во имя Св. Николая Чудотворца. Престольный праздник празднуется 9 мая.»
Есть основания полагать, что церковь была построена по проекту архитектора Михаила Степановича Сероцинского, в то время занимавшего должность Епархиального Архитектора, спроектировавшего многие церкви в Бессарабии, и в Оргеевском уезде в частности. Хотя прямых документальных доказательств об этом пока не имеется.
В 1905 году семьи Попушой, Санду, Порубин, Петко, Корновану, Сырбу, Мойсей, Грати и Шептеличь пожертвовали церкви 693 рубля на приобретение икон и церковной утвари.
Наверное, самый основательный ремонт холерканской церкви производился в 1913 году, когда в колокольне был разобран каменный крестовый свод, пробит в стене колокольни проем для двери на хоры, устроены новые хоры, настлан в церкви новый пол, установлены металлические решетки на окна, уложены каменные плиты вокруг церкви, вызолочены кресты и др. Ремонт производил подрядчик Евфимий Прохоренко под наблюдением архитектора М. С. Сероцинского, который и составил подробную смету на ремонт здания церкви. Ремонт здания церкви обошелся в 4200 рублей.
Следует заметить, что если предыдущие церкви в селе (деревянная 1796 г. и каменная 1817 г.) были освящены во имя Св. Архистратига Михаила, то ныне существующая церковь в 1895 году освящена во имя Св. Николая Чудотворца.
В 1959 году Свято-Николаевская церковь села Холеркань была закрыта для богослужений. Церковь была вновь открыта в 1990 году.

Приходские священники:
| Имя, фамилия                   | годы      |
| ------------------------------ | --------- |
| Захария Софрониевич Сандулеску | 1843-1877 |
| Николай Георгиевич Яков        | 1891-1909 |
| Матвей Порфирьевич Ников       | 1909-1940 |
| Петр Гербановский              | 1941-1942 |
| Всеволод Константинович Гума   | 1943-1944 |
| Николай Иванович Григорашенко  | 1946-1959 |
| Василий Пиструй                | 1990-2000 |
| Феодор Пелин                   | 2000-2004 |
| Эмануил Григориев              | 2004      |

## Инфраструктура
В трёх километрах южнее села находится правительственный Голерканский дом отдыха Республики Молдова с правительственной зоной отдыха на правом берегу Днестра, в нём в 1960—1980-х годах часто проводили свои летние отпуска: Генеральный секретарь ЦК КПСС Л. И. Брежнев, выдающийся советский и российский актёр, артист цирка Юрий Никулин, высокопоставленные деятели МССР. У дома отдыха на закрытой территории находится источник, который по древним легендам лечит от бесплодия женщин и от импотенции мужчин.